# Nina Dorliak
Nina Lvovna Dorliak (en rus: Нина Львовна Дорлиак), (Sant Petersburg, 7 de juliol, 1908 - Moscou, 17 de maig, 1998), va ser una cantant (soprano) russa i amiga íntima i més tard esposa de Sviatoslav Richter.

## Biografia
Nina Dorliak era filla de Leon Dorliac (* 1874; † 1914) i de la cantant i professora del Conservatori de Moscou Xenia Dorliak, nascuda von Fehleisen (* 1881 a Sant Petersburg; † 1945 a Moscou), antiga dama de companyia de Dagmar de Dinamarca. També va rebre la seva formació vocal de la seva mare. Era germana de l'actor Dmitri Dorliak (* 1912; † 1938). El 1935 va començar la seva carrera com a cantant de cambra. El 1947 va començar a ensenyar al Conservatori de Moscou.
A més de Schumann, Scarlatti i Debussy, el seu repertori vocal incloïa principalment compositors russos com Glinka, Mussorgski, Rakhmàninov, Prokófiev i Xostakóvitx. Va conèixer la seva parella de tota la vida, el pianista Sviatoslav Richter, el 1943 quan ell, tot i que ja era un distingit pianista solista, li va preguntar si la podia acompanyar en un concert de cambra. Richter i Nina Dorliak es van casar el 1946. Dorliak i Richter van continuar la seva col·laboració musical fins a la seva mort a l'agost de 1997.

## Família
El pare - Lev Fabianovich Dorliak (1875-1914), financer, durant molts anys va ser el secretari personal del ministre de Finances V.N. Kokovtsov. La mare: Ksenia Nikolaevna Dorliak (de soltera Feleisen) (1881/1882-1945), dama d'honor a la cort de Maria Feodorovna (Dagmar de Dinamarca), més tard artista d'òpera soviètica (mezzosoprano), professora de cant i figura pública musical. Després de la mort del seu marit, va abandonar els escenaris, però va reprendre la seva actuació el 1920. Doctora en Arts (1941). Artista Honorífic de la RSFSR (1944). Va ser enterrada a Moscou, al cementiri de Novodévitxi, al costat de la seva filla i el seu fill.
El germà - Dmitri Lvovich Dorliak (1912-1938), actor. Va ser enterrat a Moscou, al cementiri de Novodévitxi, al costat de la seva mare i la seva germana.
El nebot - Dmitri Dmitrievich Dorliak (1937-2018), actor. Després de la mort del seu pare, des de l'edat d'un any va ser criat a la família de Nina Lvovna i Svyatoslav Teofilovich. Va viure i morir els seus darrers anys a França.
Marit: Svyatoslav Teofilovich Richter (1915-1997), pianista. Artista del Poble de l'URSS (1961), Heroi del Treball Socialista (1975), guardonat amb el Premi Lenin (1961), Premi Estatal de l'URSS (1950), Premi Estatal de la RSFSR que porta el nom de M.I. Glinka (1987), Premi Estatal de la Federació Russa (1996). Marit de N. Dorliak de 1945 a 1997. Va morir a Moscou. Va ser enterrat al cementiri de Novodévitxi.

## Premis i títols
- Artista Honorat de la RSFSR (28.12.1946)[1]
- Artista del Poble de la RSFSR (14.03.1979)
- Arista del Poble de l'URSS (02.07.1990)
- Ordre de la Bandera Roja del Treball (14.10.1966)

== Memòria
El gener de 1999 va tenir lloc la inauguració de l'Apartament Memorial Svyatoslav Richter a Moscou, al carrer Bolshaya Bronnaya, edifici 2/6. És un departament del Museu Estatal de Belles Arts Pushkin, on Nina Lvovna Dorliak té el seu despatx.